# ツジコノリコ
ツジコ ノリコ（Tujiko Noriko）は、日本のシンガーソングライター。大阪府出身。フランス在住。

## 人物
「エレクトロニカ界の歌姫」と称され、オーストリアの実験・音響レーベルMegoなど、海外から多くの味わい深い作品をリリースしている。
音楽活動にとどまらず映画にも幅を広げており、2005年10月に初監督作品である短編『砂、そしてミニハワイ』を公開。2017年1月には『kuro』が公開された。

## ディスコグラフィー

### アルバム
1. 化粧と兵隊 (2000年)
  - I Love You／Anti Newton／ある頂点／ひみつ／祭り／ポップなスカート／子守唄の向こう側／幽霊紀行／野蛮な透明／ハイパーリキッドダンス
2. 少女都市 (2001年5月 - Mego)
  - Endless End／White Film／BeBe／Marble Waltz／Machi no Kakera／Tokyo／Girls Meets Boy／Defferencia／Manekin Surfer／Porsche
  - 2006年8月6日に少女都市+として、ミニアルバム「I Forget the Title」の5曲と新曲「ハープソング」を収録して再発。
3. ハードにさせて (2002年10月 - Mego)
  - すな浜エンジェル／Give Face／ハエ／線／空っぽ／ぺんぎん／無限列車／ビキニ／海
  - 2003年2月リリースの日本盤(Digital Narcis Corporation,. Ltd.) には、ボーナスディスクとして下記の3曲が収録されている。
  - エアポート／やしの木天国／ハエ (からおけ)
4. From Tokyo To Naiagara (2003年6月10日 - Tomlab)
  - Narita Made／Zipper／Rocket Hanabi／Mugen Kyukou (Infinity Train)／Kiminotameni／Tokyo／Tokyo Tower／Robot Hero
5. Solo (2007年2月7日 - Editions Mego)
  - Magic／Sun!／Ending Kiss／Let Me See Your Face／Saigo No Chikyu／Gift／No Error In My Memory／Spot／In A Chinese Restaurant
6. Trust (2008年3月8日 - Kurage) 
  - 本人名義による、新曲を含んだリミックスアルバム。
  - Pure／Opening／Magic（PPA remix）／最後のキス（HIDEKI ATAKA remix)／忘れない光／Let Me See In Your Face (aus remix)／汚れた手の天使／Gift (Damien Shingleton remix)／goopiii／雲の上の電話ボックス／中華レストランで (RdL remix)／Ending Kiss（Damien Shingleton remix）／中華レストラン (Tyme. remix)／運命
7. 帰って来たゴースト (2014年11月24日 - Editions Mego)
  - My Heart Isn't Only Mine／Land Next To Me／Give Me Your Hands／Minty You／Through The Rain／12 Moons／Under The White Sheets／Yellow Of You／My Ghost Comes Back

### コラボレーションアルバム
1. Stéréotypie (2004年1月1日 - Asphodel)
  - Peter Rehbergと共作。
  - LN Start／Party／Vidya／Angel／Marie／Bassamico／Outparis Kiss／Latex／Patty／Birthday／LN End
2. Blurred In My Mirror (2005年8月5日 - Room40)
  - Lawrence Englishとの共作。
  - Niagara Hospital／Tablet For Memory／I'm Not Dreaming King／Switch Of The Sun In You／Shayou (Setting Sun)／Tenissplayer Makes A Smile／Magpipe And Mornings
3. 28 (2005年8月18日 - ファットキャット・レコーズ)
  - 青木孝允と共作。
  - Fly 2／Vinil Words／When The Night Comes／Doki Doki Last Night／Fly -Variation-／26th Floor／Alien／Nailcom
4. J (2005年8月20日 - Disques Corde)
  - RIOW ARAIと共作し、「RATN」名義でリリース。
  - あともう一回だけ／もう一度エイリアン／もう一度エンジェル／僕らはもう空を飛ばなくていい／そういえばスランプ／レッツ ラブ ユー／最後の日／笑うだけ／わたしに分かること／何も止まらない
5. U (2008年11月1日 - Room40)
  - Lawrence EnglishとJohn Chantlerによる共作。
  - 12 O'Clock On The Highway／Hyouga／I Can Hear The Heart／Make Me Your Private Party／I Sing／Today The Scene Is Yours／The Sky And Us 2 Girls／Papergirl
6. GYU (2011年12月21日)
  - Tyme.ことヤマダタツヤと共作、「Tyme.×Tujiko」名義でリリース。
  - あけて、あけて／ギュンギュン／トロピックペンギン／ハート凍らせて／神様のバケーション／泉より／ゴールデンハート／点と線／スローモーション／忘れない光／世界
7. EAST FACING BALCONY (2012年6月6日)
  - 竹村延和との共作。「ツジコノリコ＋竹村延和」名義でリリース。
  - KIREI／SIMPLE DAY／FAR AWAY FROM PAJAMA DAYS／PAPA ALL OVER THE WORLD／OUTSIDE OF THE PICTURE／WISTARIA／BEFORE THE NIGHT ENDS

### シングル
1. I Forgot the Title (2002年6月 - Mego) 
  - 12inchアナログ。
  - Anti Newton／ポップなスカート／I Love You／幽霊紀行／Robot Heart (Live in Rhiz 23.08.01)

### コラボレーションシングル
1. Melancholic Beat (2005年 - Semishigure)
  - Saâdane Afif、PORTRADIUMと共作。
  - Blue Time／Black Spirit／Brume／EveryDay
2. J.E.P (2005年12月10日 - Disques Corde)
  - 12inchアナログ。RIOW ARAIと共作により、「RATN」名義でのリリース。
  - あともう一回だけ／僕らはもう空を飛ばなくていい／もう一度エイリアン／わたしに分かること／何も止まらない (Outro.)

### その他
- penguin2009 remixies (2009年10月) 
  - Ametsub、fragment、SU:の3組のアーティストによってリミックスされ、インターネット販売。